# Asa Branca: Um Sonho Brasileiro
Asa Branca - Um sonho brasileiro é um filme brasileiro de 1981, do gênero comédia dramática, dirigido por Djalma Limongi Batista.
O filme marca a estreia dos atores Edson Celulari, Vivian Buckup e João Bourbonnais no cinema, e também da dubladora Cristina Rodrigues.

## Sinopse
O filme narra a trajetória de um fictício jogador de futebol, desde o início da sua carreira em uma cidade do interior de São Paulo até o triunfo em uma Copa do Mundo.

## Elenco[1]
- Edson Celulari - Asa Branca
- Eva Wilma - Mãe de Asa
- Walmor Chagas - Isaías
- Geraldo Del Rey - Pai de Asa
- Gianfrancesco Guarnieri - Toninho
- Rita Cadilac - Sylvia
- Eduardo Abbas - Geraldão
- Mira Haar - Sulamitinha "Rita Pavone"
- Garrincha
- Mário Américo - Massagista
- Iara Jamra - Maquiadora
- Vivian Buckup - Martha
- Dorit Deipenbach
- Vivian Mamberti - Dona da Pensão
- Ana Maria Nascimento e Silva
- Ruth Rachou
- Armando Tiraboschi
- Birgit Rademacher
- Regina Wilke
- João Bourbonnais
- Cristina Rodrigues

## Principais prêmios e indicações
Festival de Gramado (Brasil)
- Venceu na categoria de Melhor Direção e Melhor Ator (Walmor Chagas).
- Indicado na categoria de Melhor Filme

Festival de Brasília (Brasil)
- Venceu na categoria de Melhor Direção, Melhor Ator (Edson Celulari) e Melhor Ator Coadjuvante (Walmor Chagas)